# Kaempferia gigantiphylla
Kaempferia gigantiphylla là một loài thực vật có hoa trong họ Gừng. Loài này được Chayan Picheansoonthon và Supachai Koonterm mô tả khoa học đầu tiên năm 2009. Tên tiếng địa phương tại Lào: pro bai yak, toobmoob bai yak.

## Mẫu định danh
Mẫu định danh: Picheansoonthon & Koonterm 117; thu thập ngày 4 tháng 7 năm 2007, cao độ 482 m, tọa độ 15°27′21,78″B 106°44′7,2″Đ / 15,45°B 106,73333°Đ, thác Tad Loa, làng Khua Set, huyện Lao Ngam, tỉnh Salavan, Lào. Mẫu holotype lưu giữ tại Cục Vườn quốc gia, Bảo tồn Động vật hoang dã và Thực vật ở Chatuchak, Băng Cốc (BKF), các isotype lưu giữ tại Văn phòng Bảo tồn các chủng thực vật ở Băng Cốc (BK) và Vườn Thực vật Singapore (SING).

## Từ nguyên
Tính từ định danh gigantiphylla (giống đực: gigantiphyllus, giống trung: gigantiphyllum) là tiếng Latinh để chỉ lá to; ở đây là để nói tới lá to lớn hơn của loài này so với loài gần giống nhất là K. siamensis.

## Phân bố
Loài này là bản địa miền nam Lào (tỉnh Attapeu, Champasak, Salavan). Loài này mọc trên đất cát hoặc trên đá, dưới bóng râm trong rừng thường xanh khô hoặc trong các bụi cây bụi trên núi  thấp, cao độ 88 đến 696 m.

## Mô tả
Cây thảo lâu năm, thân rễ mang vài rễ có củ. Lá thường đơn độc, không cuống; phiến lá nằm ngang gần mặt đất, từ gần tròn tới tròn, hai mặt đều có lông, tới 27,3-41,3 × 15-30,2 cm, đáy thuôn tròn hoặc gần hình tim, đỉnh thuôn tròn hoặc có mấu nhọn; bẹ lá dài 4–6 cm, nhẵn nhụi; bẹ không phiến lá dài ~6 cm, nhẵn nhụi; lưỡi bẹ khó thấy. Cụm hoa được bao bọc trong hai bẹ lá trong cùng nhất, cuống cụm hoa dài đến 3,2 cm; hoa 10-13. Lá bắc thuôn dài đến hình tam giác, 1,7-2,9 × 0,4-0,8 cm, đỉnh nhọn, có lông; lá bắc con 2, gắn ở đáy ở cả hai bên bầu nhụy, ~1,7 × 0,25 cm, đỉnh gần nhọn đến thuôn tròn, thưa lông. Đài hoa hình ống, dài 2,7-3,2 cm, chẻ một bên tới 0,7–1 cm, có lông, đỉnh nhọn. Ống tràng dài 3,2-4,2 cm, thưa lông, thùy tràng lưng hình mác hẹp, có nắp với đỉnh tạo thành điểm nhọn giống như gai khoảng 0,5 mm, 1,9-2,6 × 0,3 cm, các thùy bên hình lưỡi bẹ, 2-2,3 × 0,2 cm, đỉnh có nắp, nhẵn nhụi. Các nhị lép bên màu trắng thuần khiết, hình mác đến hình elip, 1,6-1,8 × 0,5-0,7 cm, đỉnh thuôn tròn; cánh môi hình mác ngược, màu trắng với đốm màu tía gần đỉnh và các đường màu tía chạy xuống phía đáy, 2-2,3 × 0,8 cm, chia ở giữa, mỗi thùy hình trứng ngược rộng đến gần tròn, 5-7 × 4–5 mm. Nhị với chỉ nhị dài ~3 mm, bao phấn dài ~4–7 mm, mào bao phấn hình trứng tới gần tròn, đỉnh thuôn tròn hoặc có khía răng cưa, ~3 × 2 mm. Bầu nhụy ~5 × 2 mm, có lông, 3 ngăn, vài noãn đính trụ; đầu nhụy hình phễu. Quả nang mọng thịt, hình trụ đến hình trứng, màuánh  xanh lục, ~2,3 × 0,3 cm. Hạt nhiều, màu ánh xanh lục xỉn đến vàng sáng, hình elipxoit hẹp đến hình tam giác, ~5 × 3–4 mm, có lông, có áo hạt màu trắng ở đáy.
Trong số các loài Kaempferia đã biết đến ở Đông Dương, chỉ có K. siamensis nói chung có một lá. Đơn vị phân loại mới này là loài thứ hai của Kaemferia được công nhận là chỉ có một lá. Có thể dễ dàng phân biệt nó bằng lá đơn lớn hơn (đến 27,3-41,3 × 15-30,2 cm) có gân nổi rõ, hai mặt đều có lông; cuống cụm hoa dài đến 3,2 cm; lá bắc thuôn dài đến hình tam giác, có lông; lá bắc con thưa lông; ống đài hoa ngắn hơn nhiều so với ống tràng hoa, có lông; ống tràng thưa lông; mào bao phấn hình trứng đến gần tròn, đỉnh thuôn tròn hoặc có khía răng cưa; bầu nhụy có lông.

## Sử dụng
Được người dân địa phương tại Lào dùng làm thuốc.